# 白龙寺 (泰国)
白龙寺，俗称白庙，官方名稱龙昆寺（皇家轉寫：Wat Rong Khun，也可稱洼龙坤、灵光寺），是泰国清莱的寺院式建筑，位于清莱城区西南郊，至今尚未完工。白龙寺由泰国蘭納著名艺术家許龍才所设计，不同于泰国传统的寺庙，该寺以素白做底，银镜镶边，反射出夺目的光芒，象征着佛陀的纯洁和佛的智慧照耀着全宇宙。

## 历史
白龙寺原是一处荒废佛寺，於20世纪末由艺术家察霖猜（许龙才）设计及出资重修，1997年开放参观，预计到2070年完工。
2014年5月5日，当地时间18:08，清莱受梅老地震波及，令白龙寺严重受损，面临无限期关闭。5月6日，察霖猜表示因安全考量，将彻底拆除白龙寺，且不再重修。5月7日，专家组到达白龙寺调查受损情况，发现建筑结构并无大碍，察霖猜亦就此表示会在两年内修复受损部分，承诺会为白龙寺奉献一生，并在5月8日继续向公众开放。

## 建筑
白龙寺的规划布局包括9座建筑，包括戒堂（主建筑）、遗物厅、冥想厅、展览厅及僧舍。
白龙寺的戒堂前是一座纯白桥梁，建在水池之上。桥体周围是数百只上伸的手臂塑像，及两座獠牙像，象征着无所约束的诱惑和贪欲。跨过桥梁也就跨过了这一群塑像，象征自轮回解脱时需克服贪婪。桥头两侧有两座紧那罗雕像。穿过轮回桥即是天界门，左右是执金刚神护法雕像把守。
白龙寺戒堂是纯白色建筑，有银色镜片作点缀，结构仍是泰北传统寺庙式。戒堂内的壁画主题华丽迷离，可见烈火和恶魔面孔，更有迈克尔·杰克逊、哈利·波特、超人、电影《黑客帝国》中的尼奥、《猛鬼街》中的弗莱迪·克鲁格、終結者等，搭配核战争、恐怖袭击、油田抽油泵等场面，展现当代尘世的各色景象。
寺内金色建筑是厕所，金色象征金钱欲望，和洁白的戒堂形成对比。设计者察霖猜将纯白戒堂比作心，将金色厕所比作身。

## 争议事件
2015年9月，一名中國女孩在白廟拍攝一组漢服寫真，眾多泰國網民也對此稱讚不絕，表示非常好看，也給白廟增加了價值。而當白廟主人察霖猜（許龍才）看到其中一張側臥的照片時，他表示非常不滿，稱這樣的動作、姿態並不適合在這白廟裡拍。察霖猜稱，允許來廟中拍照，但是也要考慮是否合適。
2017年2月，白庙主人察霖猜指责一家中国巧克力公司，擅自使用白庙照片作为巧克力包装；该包装的左下角上印有“Wat Rong Khun”金色字样，即白庙的英文名称。后来该公司已道歉，并向清莱的一间盲人学校捐赠50万泰铢，巧克力才得以召回。

## 图册

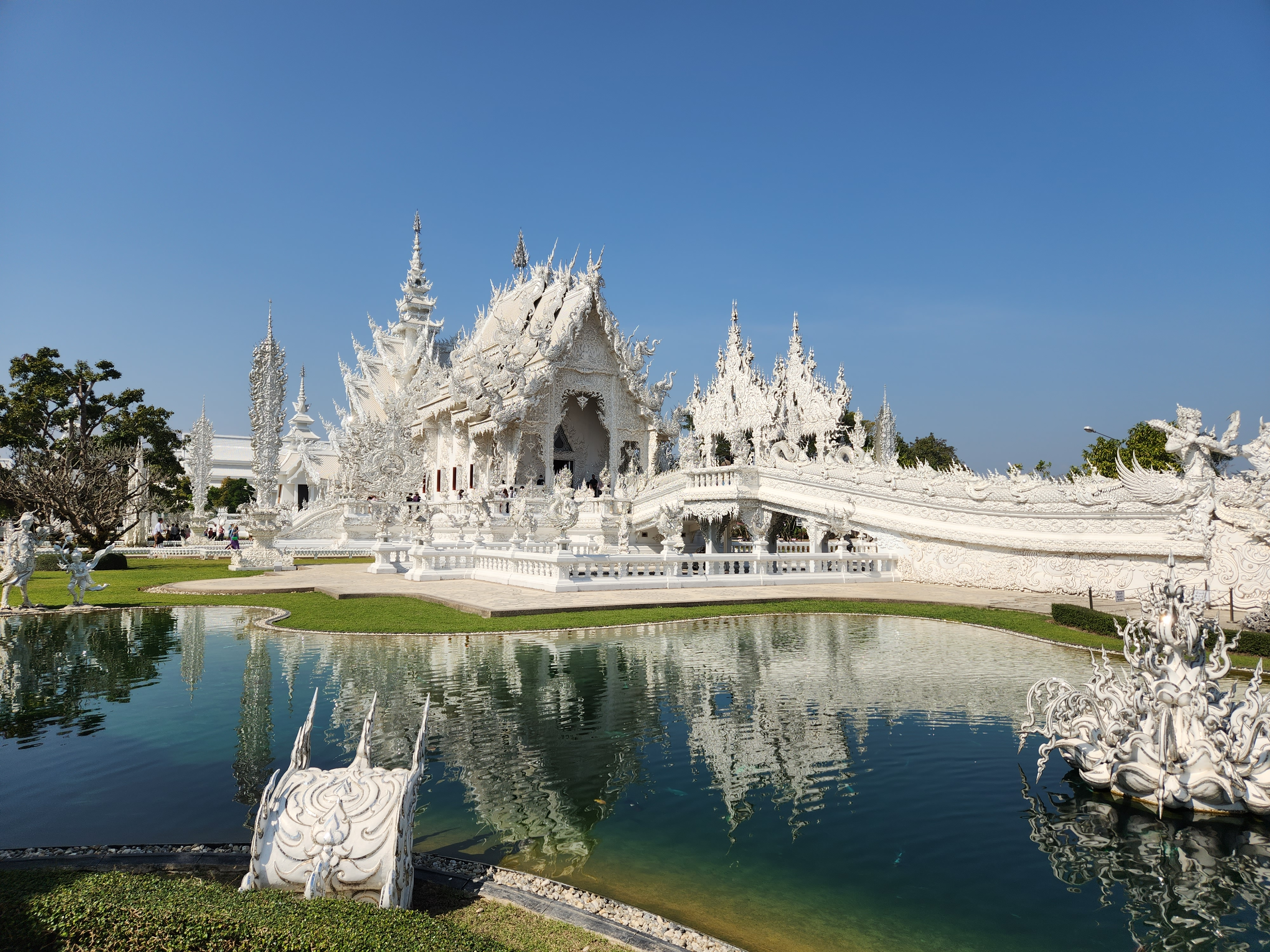
远观
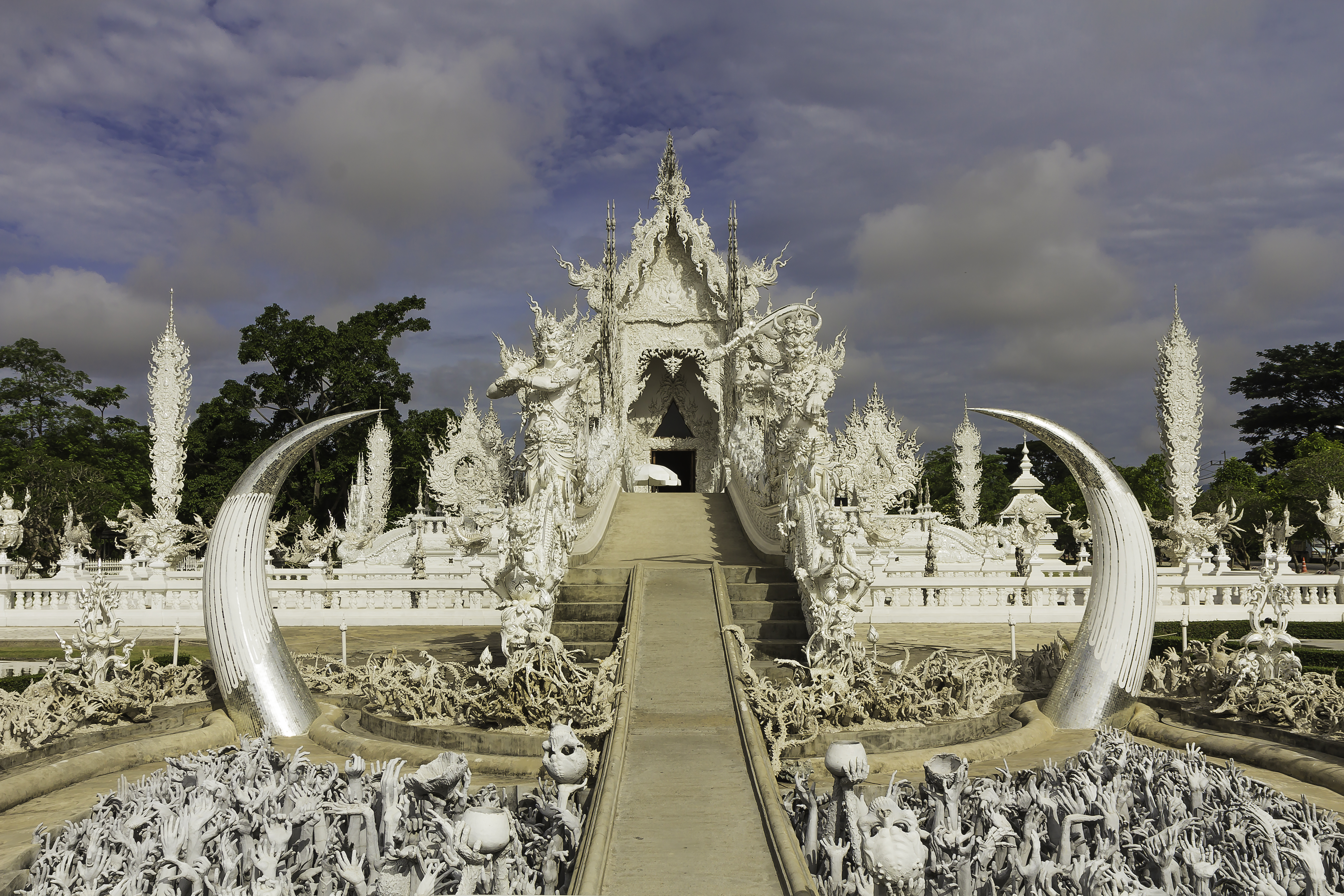
面对戒堂，可见阎魔、恶魔獠牙、手臂雕塑
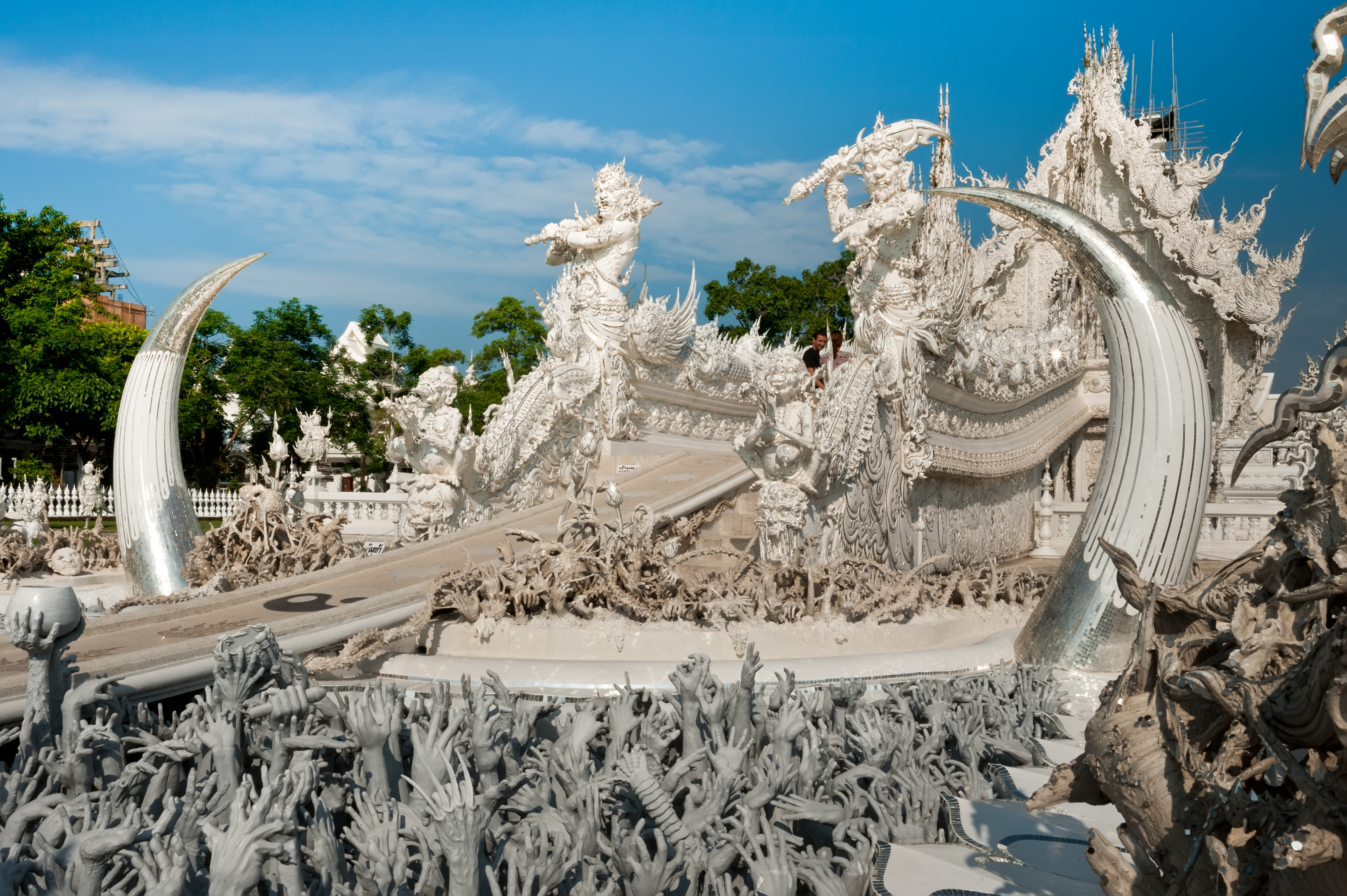
戒堂前的各式雕塑
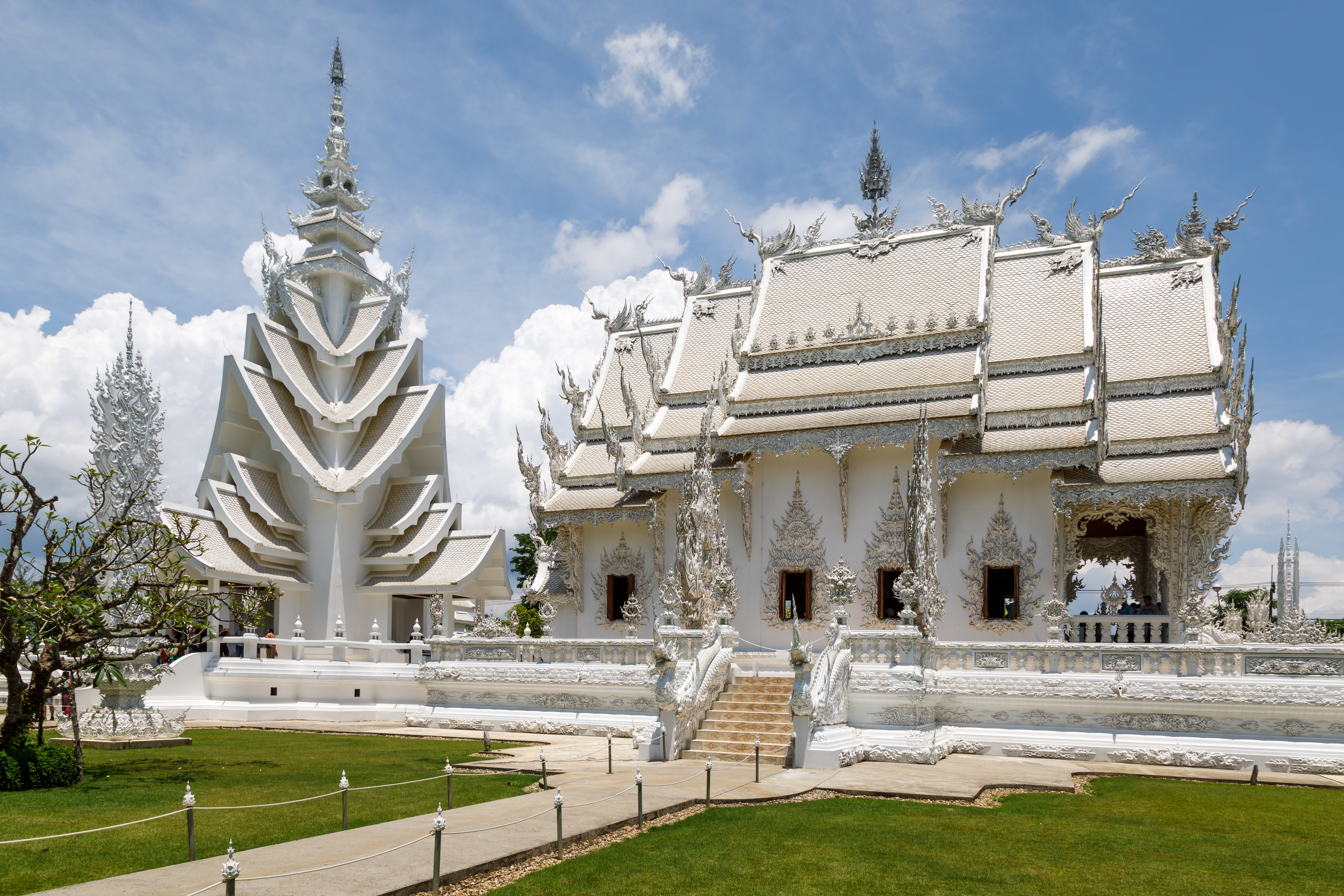
戒堂侧面及佛塔
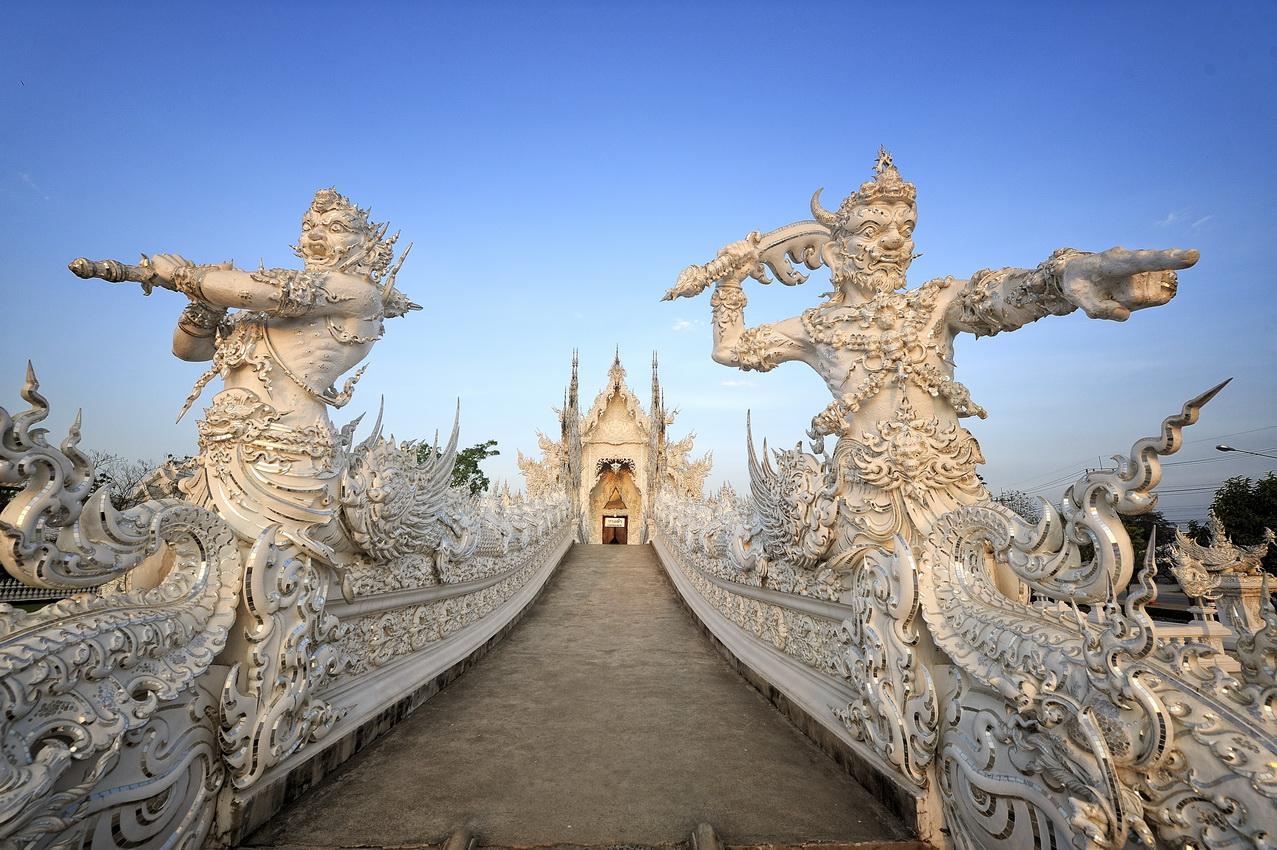
把守戒堂的护法
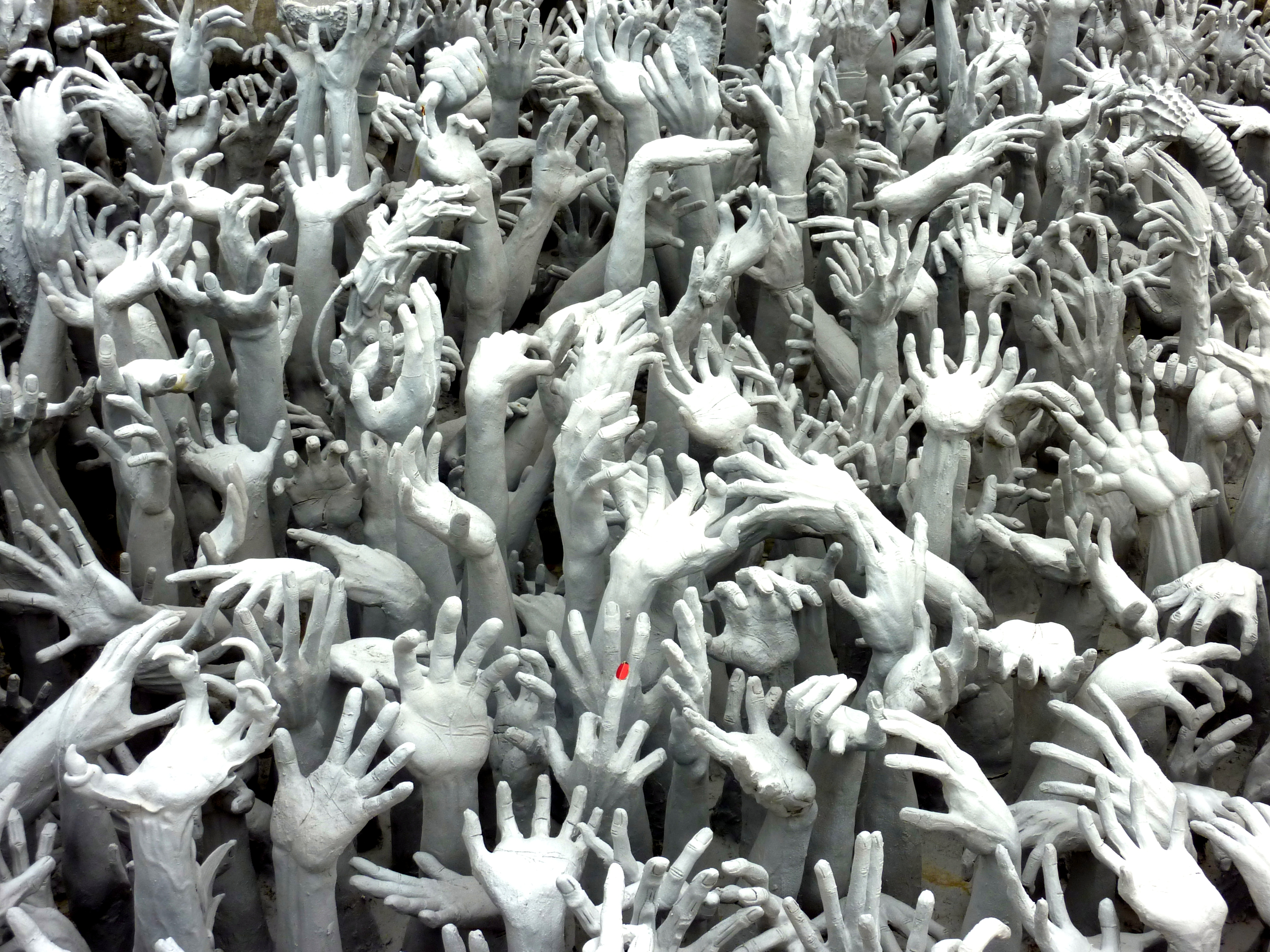
轮回桥两侧的手臂雕塑，可见一只涂有红色指甲油的手
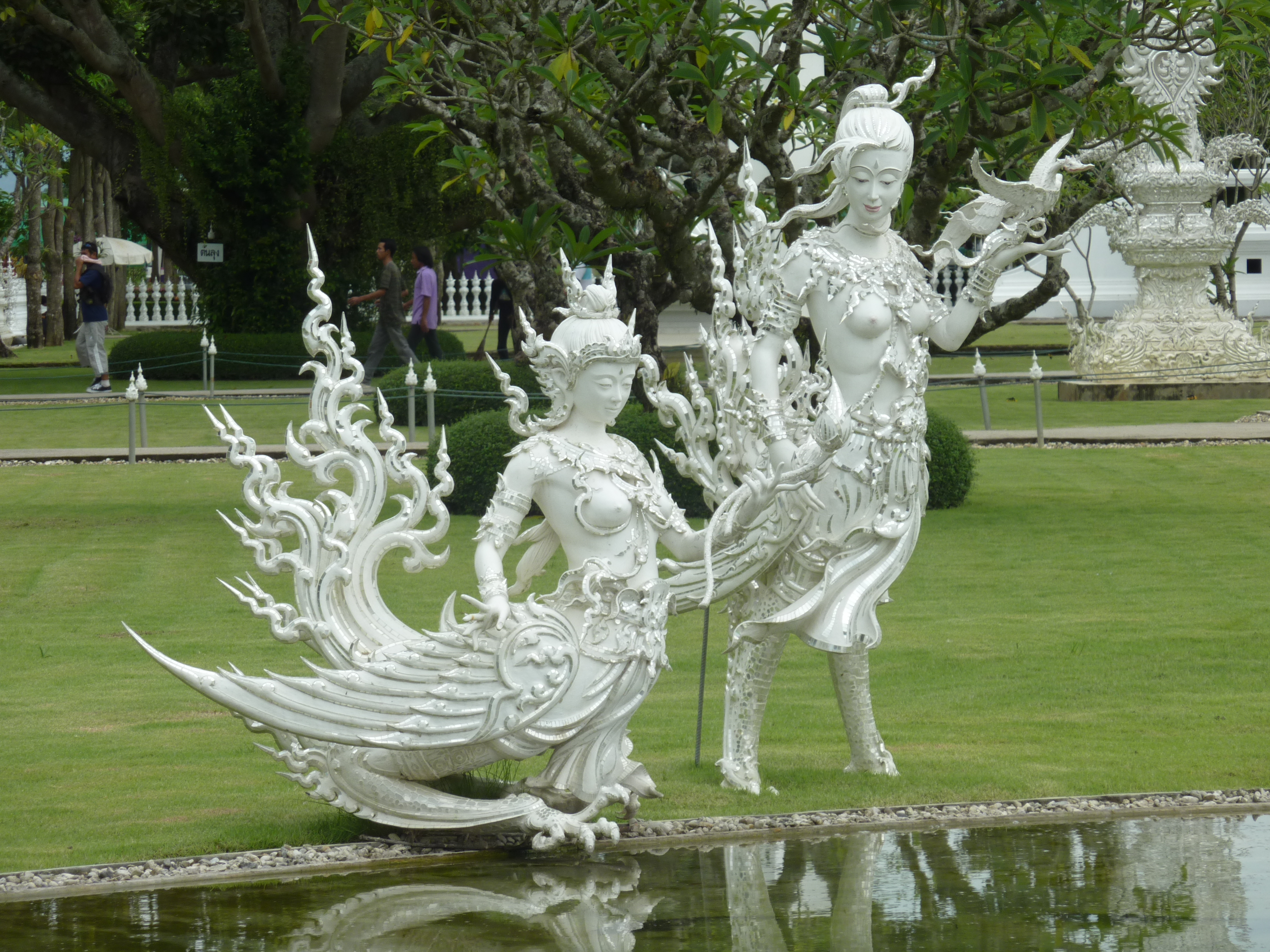
紧那罗像
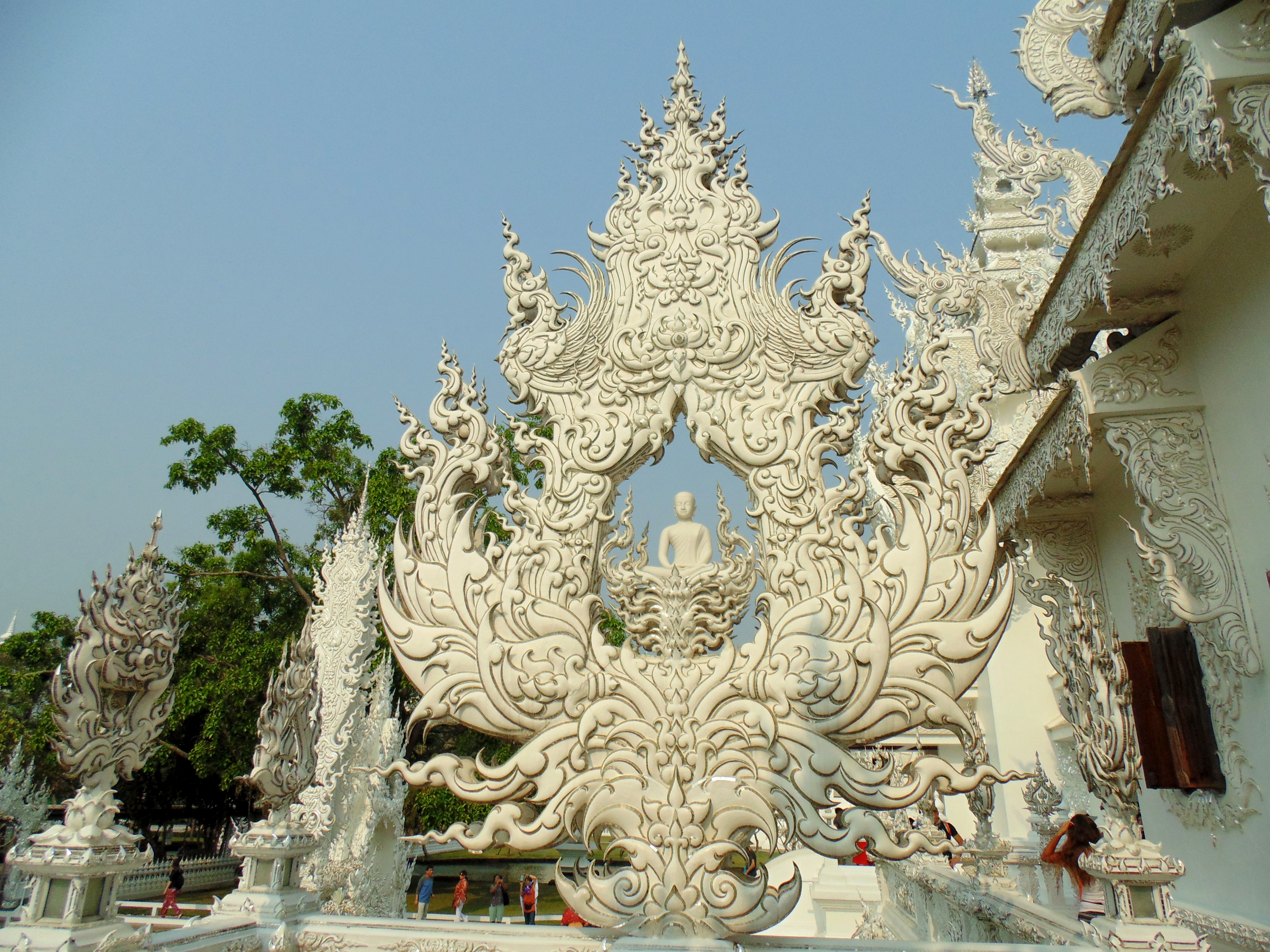
冥想佛像
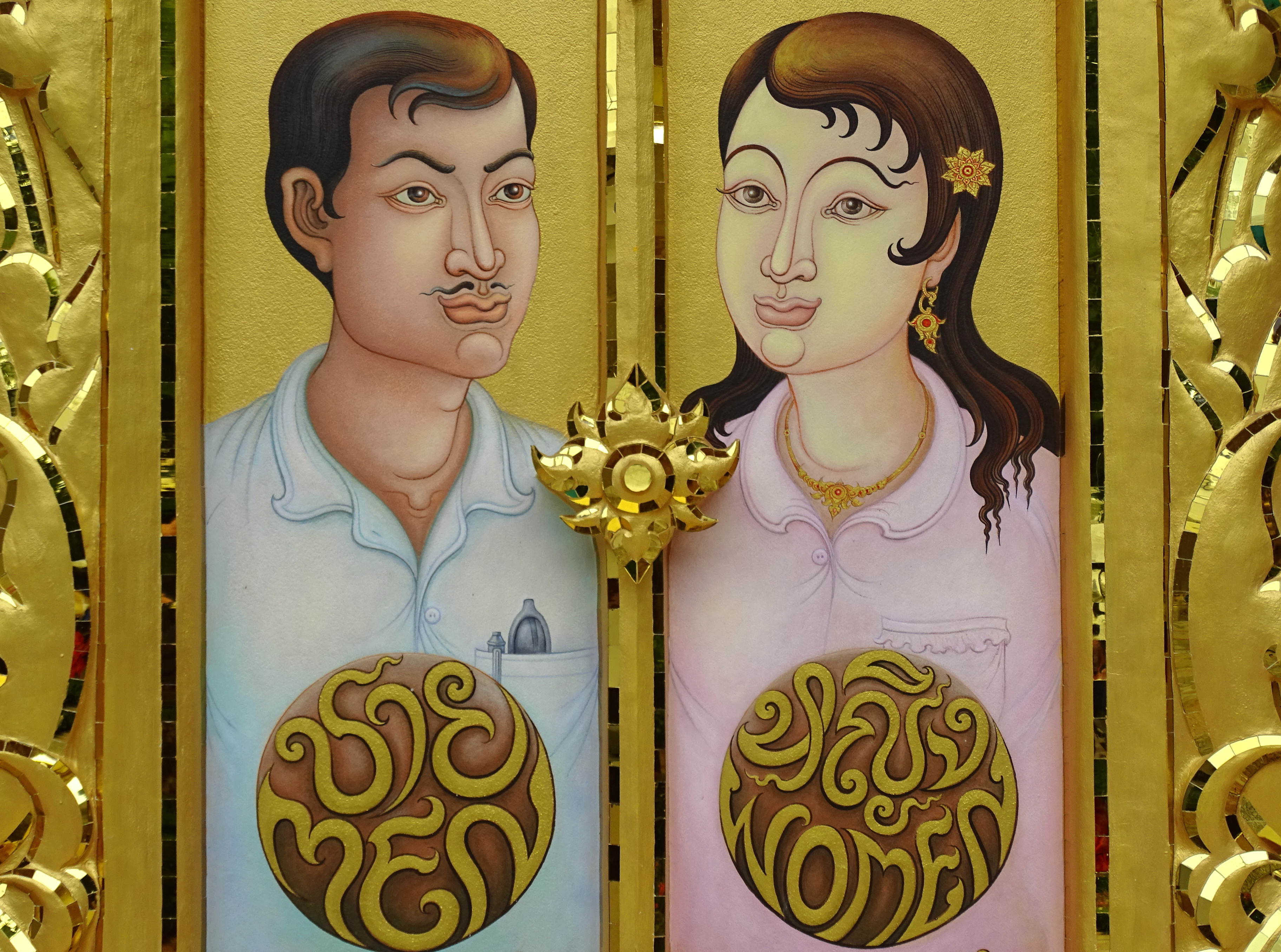
壁画：男人和女人
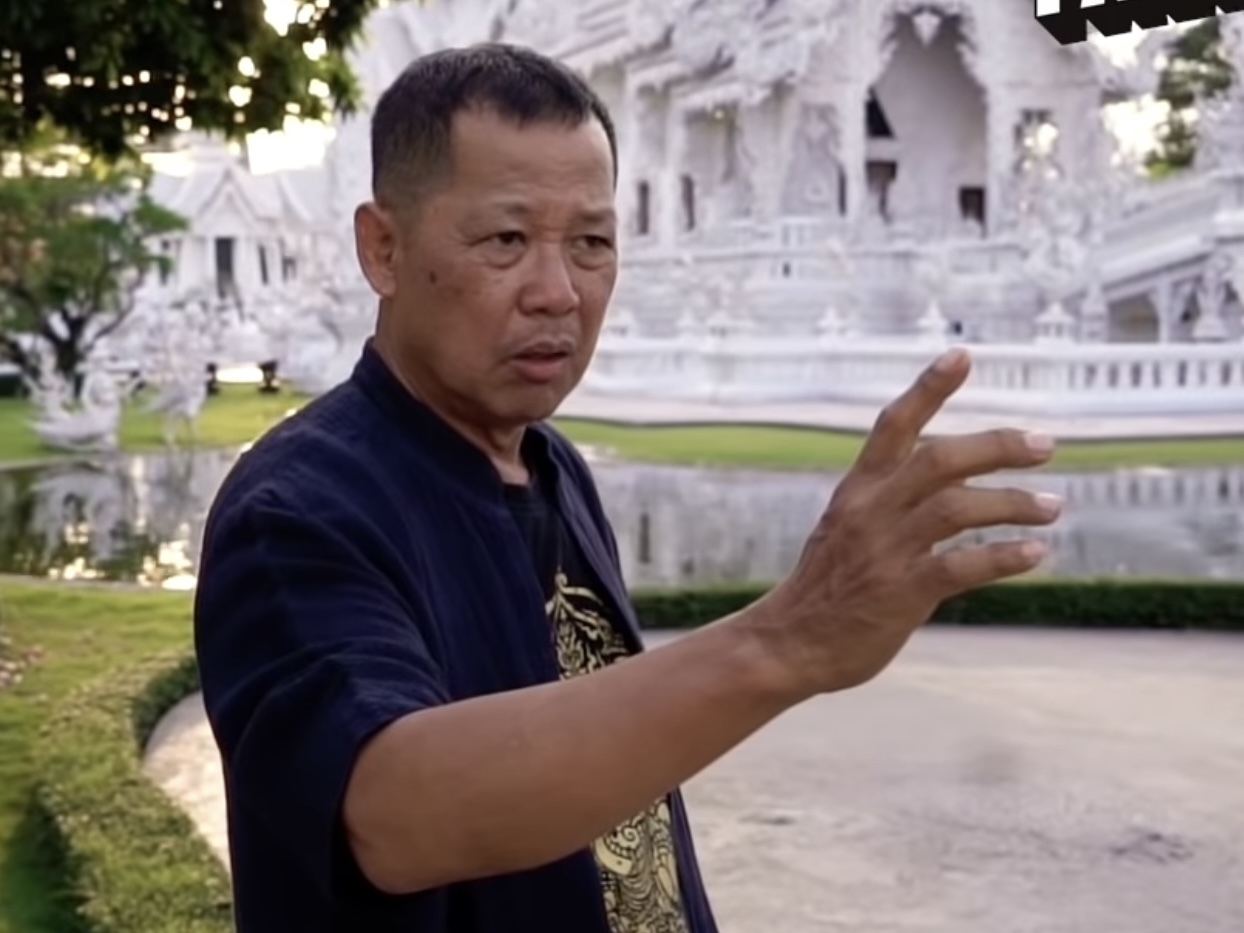
设计者察霖猜